# Трифторуксусная кислота
Трифтору́ксусная кислота́ (трифторэтановая кислота, ТФУК) — фторорганическая карбоновая кислота, органическое вещество. По внешнему виду представляет собой бесцветную дымящую жидкость с резким специфическим запахом (отдалённо напоминающим запах уксусной кислоты). 
Смешивается во всех отношениях с водой, этанолом, ацетоном, диэтиловым эфиром. С водой образует азеотроп (20,6 масс. % воды, 79,4 масс. % кислоты)  (т. кип. 105,46 °C). В жидком виде и в парах вызывает сильные ожоги кожных покровов и слизистых оболочек. ПДК в воздухе рабочей зоны 2 мг/м3.

## Получение
В промышленности трифторуксусную кислоту получают электрохимическим фторированием уксусного ангидрида или фторангидрида в безводном HF. В лаборатории чаще используют кислотный гидролиз 1,1,1-трифтор-2,2,2-трихлорэтана или окисление 2,2,2-трифторэтанола.

## Химические свойства
Типичная сильная карбоновая одноосновная кислота. Разрушает металлы, пробку, резину, бакелит, полиэтилен. Не действует на фторопласт и сухое стекло. Термически стабильна, не разлагается при нагревании до 400 °С.
С диалкиловыми эфирами, кетонами, карбоновыми кислотами и другими электронодонорными соединениями даёт прочные комплексы.
Легко присоединяется по кратным связям алкенов, циклоалкенов, ацетиленов с образованием трифторацетатов. С галогенами даёт малоустойчивые гипогалогениты, которые селективно галогенируют различные соединения. Реакция с многоатомными спиртами (например, с триолами) приводит к полициклическим ортоэфирам.

При действии оксида фосфора(V) на трифторуксусную кислоту образуется ангидрид трифторуксусной кислоты ((CF3CO)2O) — сильный ацилирующий агент. Реакция трифторуксусной кислоты со спиртами даёт эфиры, с аминами — амиды, с карбоновыми кислотами - смешанные ангидриды. Последние, а также (CF3CO)2O в присутствии минеральных кислот или сульфокислот используют в качестве промоторов при ацилировании спиртов, фенолов, тиолов
Трифторуксусная кислота легко присоединяется по кратным связям алкенов, циклоалкенов, ацетиленов с образованием трифторацетатов; с галогенами даёт малоустойчивые гипогалогениты CF3COOHal, которые селективно галогенируют различные соединения.
При нагревании серебряной соли трифторуксусной кислоты с избытком I2 образуется трифторметилиодид; 

При восстановлении трифторуксусной кислоты и её эфиров LiAlH4 при 0 °C - трифторацетальдегид CF3CHO, а при избытке восстановителя при 30 °C - 2,2,2-трифторэтанол. 

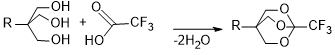

Трифторуксусная кислота - сырьё в органическом синтезе, катализатор в реакциях этерификации и полимеризации, растворитель для ряда термостойких полимеров. Трифторацетангидрид применяют в производстве ацетатного шёлка (США, Великобритания), фармацевтических препаратов, пестицидов, в качестве реагента для защиты функциональных групп в синтезе пептидов.

## Физико-химические свойства
ТФУК смешивается с водой в любых соотношениях. Регенерировать "сухую" ТФУК можно ректификацией с осушителем (концентрированной серной кислотой, ангидридом или оксидом фосфора) или вымораживанием.

## Экология
Исследования фиксируют рост концентрации трифторуксусная кислоты в осадках, водоёмах, сельскохозяйственных культурах и тканях живых организмов. Источниками поступления кислоты в окружающую среду служат промышленные выбросы, а также атмосферный и наземный распад химических веществ-предшественников, таких как фторсодержащие газы (хладагенты), пестициды и фармацевтические препараты. Научное и регуляторное сообщества не имеют единого мнения относительно опасности ТФУК. Будучи химически стойким соединением, она классифицируется как «вечный химикат». Однако, в отличие от многих других ПФАС, ТФУК быстро выводится из организма млекопитающих и не проявляет выраженной биоаккумуляции.

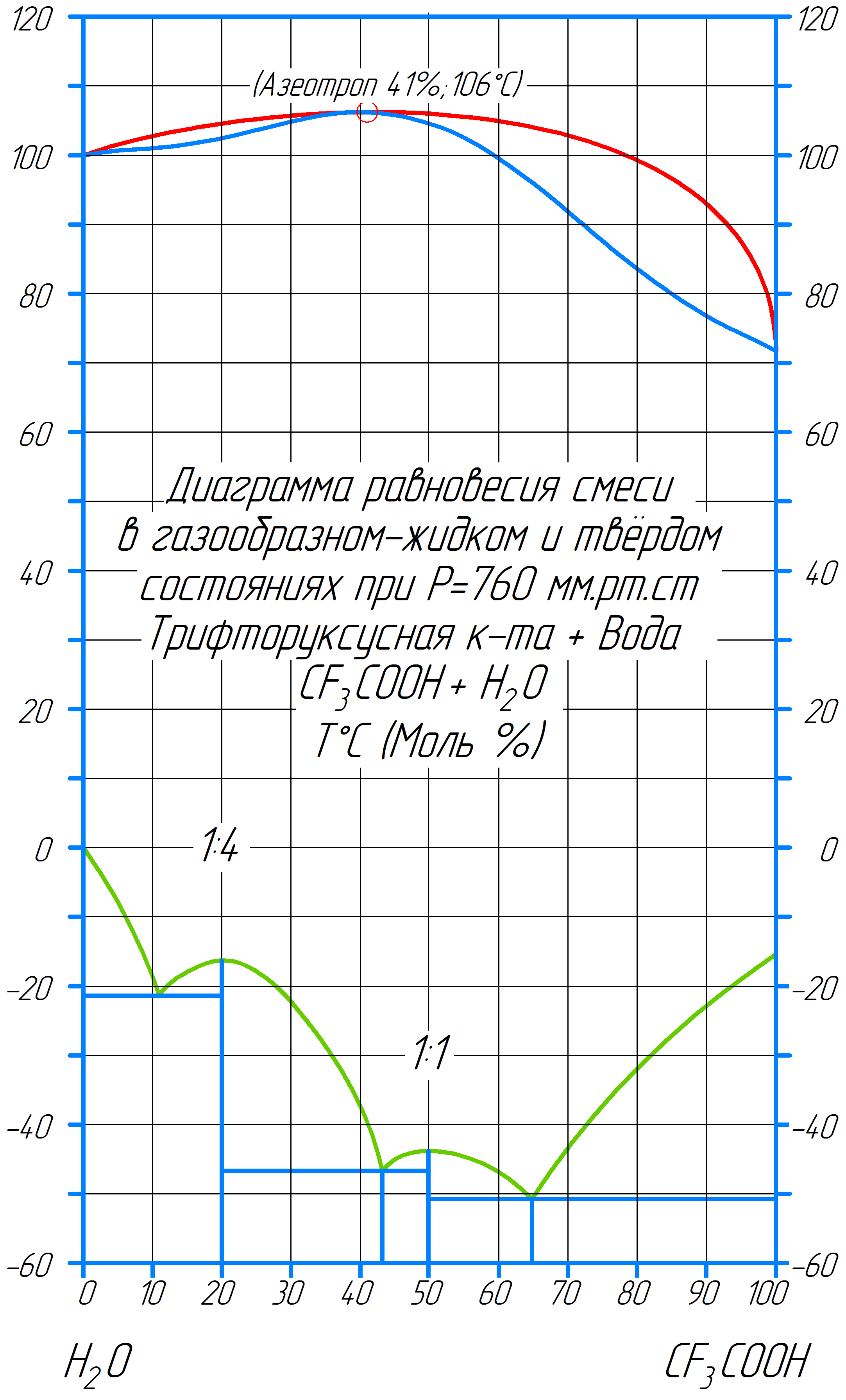